# Horneck von Hornberg

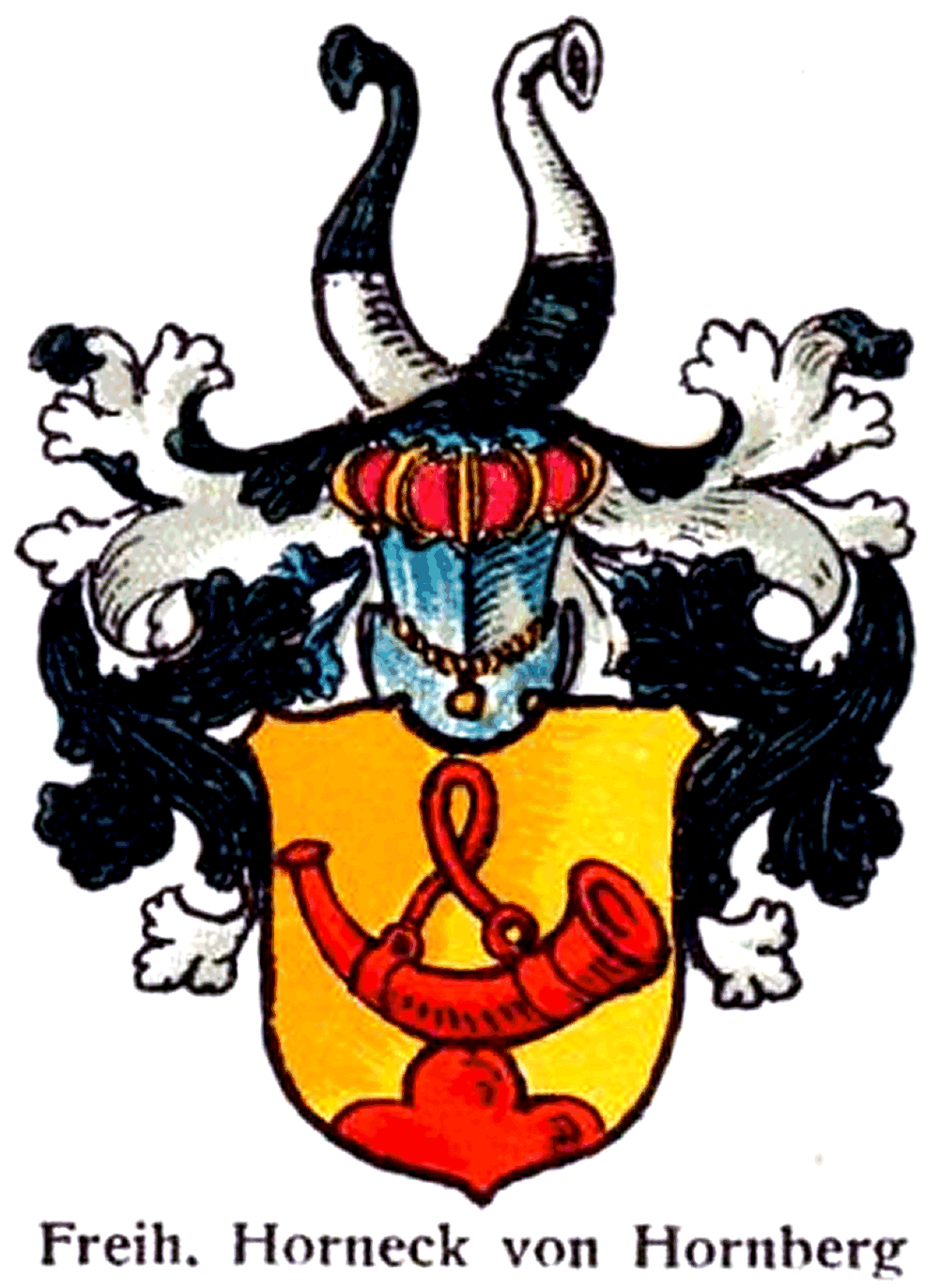
Stammwappen der Freiherren Horneck von Hornberg

Horneck von Hornberg (auch Pfauen von Hornberg, Herren oder Freiherren Horneck von Hornberg bzw. Horneck von Hornberg zu Hochhausen) ist der Name eines schwäbischen Uradelsgeschlechts mit Stammsitz in Hochhausen am Neckar. Das Geschlecht ist urkundlich 1238 nachweisbar und erlosch 1734 in seiner reformierten schwäbischen Linie zu Hochhausen im Mannesstamm, verzweigte sich aber bis ins 19. Jahrhundert in seiner katholischen Linie auch in Bayern. Die Abgrenzung des Geschlechts von gleichnamigen Adelsgeschlechtern ist noch unklar.

## Geschichte

### Ursprung und Stammsitz

#### Die Pfauen von Hornberg und die schwäbische Linie
Die Familie wurde im Jahr 1238 erstmals als Pfauen von Hornberg urkundlich erwähnt. Als Herren Hornecken von Hornberg erhielten sie um 1300 den Ort Hochhausen als Lehen des Bistums Speyer. Nach diesem Stammsitz, wo sie vermutlich die Burg errichteten, nannte sich die Familie Horneck von Hornberg zu Hochhausen. Mitglieder dieses Geschlechts sollen zwischen 1353 und 1498 in der Notburgakirche Hochhausen beigesetzt worden sein.
Friedrich (der Lange) wird 1337 erwähnt. Zur selben Zeit lebte Arnold (der Alte). Ludwig und Reinhardi werden später erwähnt und sollen von diesen abstammen. Um 1430 verwickelte sich ein Horneck zu Hornberg (der Alte) in eine bedeutende Fehde mit einigen Fürsten und Rittern sowie Hans von Berlichingen, der zu jenem Zeitpunkt eine Hälfte der Burg Hornberg am Neckar besaß. Es ging um „Morden, Brennen und Sengen“, endete jedoch mit einem gütlichen Spruch von fünf Schiedsrichtern, die Horneck zu Hornberg zur Zahlung von 3800 Talern verurteilten.
Ab 1442 verfügte Horneck von Hornberg auf Grundlage eines Vertrages mit Kraft von Hohenlohe über Teile des Schlosses Bartenstein. Nach Streitereien zwischen Hohenlohe und Hornberg sollte letzterer bereits 1445 das Schloss wieder räumen. Da Kraft von Hohenlohe ihren Hausrat nicht herausgab, plünderten die Hornecker das Schloss. Über das Inventar des Schlosses sind im Hohenlohe-Zentralarchiv Neuenstein umfangreiche Dokumente verfügbar. Die Fehde zog sich bis ins Jahr 1454 hin.
Ludwig wird bei der Fertigstellung des Freiburger Münsters 1513 erwähnt und Melchior war um 1535 Abt des Klosters Gengenbach. Eberhard von Horneck zu Hornberg mit seiner Frau Anna Nothaft, ehemalige Äbtissin im Kloster Gnadental, ist 1538 mehrfach erwähnt wegen eines Streites mit den Grafen Albrecht und Georg von Hohenlohe. Ein Johann war um 1603 Fürstlich Württembergischer Hofmeister und Badisch Durlachischer Jägermeister. Johann Albrecht Horneck von Hornberg (1565–1628) war zu Beginn des 17. Jahrhunderts Forstmeister des Markgrafen von Baden mit Dienstsitz auf dem Wasserschloss Rohrburg bei Durmersheim. Eine Rosina Barbara wird gegen Ende des 17. Jahrhunderts als Äbtissin zu Fürstenfeld erwähnt, ihr Bruder Wolfgang Ernst sei als Rapollsteiner Hof- und Stallmeister 1682 verstorben.

#### Die bayerische Linie
1734 starb die reformierte Hochhausener Linie derer von Hornberg aus, wohl bestand aber noch eine katholische Linie der Familie in Bayern, die jedoch nach konfessionellen Streitereien das Hochhausener Lehen bereits nach wenigen Jahren an das Bistum Speyer zurückgab. Bis 1740 besaß ein Wilhelm Friedrich Horneck von Hornberg die Grundherrschaft, Schloss und Burg (heute: Ruine Helfenberg) in Helfenberg. Da er keine männlichen Nachkommen hatte, ging dieser Besitz durch Heirat einer seiner Töchter an die heutige Besitzerfamilie von Gaisberg über.
Die bayrische Linie der Horneck von Hornberg ist bis ins 19. Jahrhundert nachgewiesen, u. a. durch Immatrikulation (Eintragung) in der Freiherrnklasse am 27. Juli 1813 für den königlich bayerischen Kämmerer und Obersten à la suite Anton Freiherr Horneck von Hornberg, Gutsbesitzer auf Dieterskirchen, sowie durch Grundbesitz in Altendorf. Die Wappen von Dieterskirchen und Altendorf zeigen heute in Erinnerung an die ehemalige Grundherrschaft noch das Horneck-von-Hornbergsche Horn. Auch die Schwiegermutter des bayerischen Innenministers Karl von Abel (1788–1859), Maria Magdalena Freiin von Pfetten, war eine geborene Horneck von Hornberg.

### Abgrenzung zu anderen Geschlechtern
Die Herkunft der Familie und ihres Namens ist unklar. Das Geschlecht von Horneck, das im 14. Jahrhundert bereits den Titel Freiherr geführt und die Burg Horneck in Gundelsheim dem Deutschen Orden vermacht hatte, scheint nicht mit den Horneck von Hornberg verwandt zu sein. Oft wurden sie auch mit den schwäbischen Herren von Hornberg in Verbindung gebracht, die bis 1259 auf Burg Hornberg am Neckar nachgewiesen sind, aber kurz danach ausstarben. Es wird auch behauptet, dass beide Geschlechter dasselbe Wappen geführt haben. In alten Lexika werden die frühen von Hornberg, die frühen von Horneck und die späteren Horneck von Hornberg meist als drei Geschlechter geführt, aber jeweils darauf hingewiesen, dass sie möglicherweise von gleicher Abstammung seien. Auch zu den kurpfälzischen Horneck von Weinheim aus Weinheim an der Bergstraße besteht keine Verbindung.
Bereits um 1620 lösten die Hornecken von Hornberg zu Hochhausen große Zweifel bezüglich ihrer Abstammung und merkwürdigen Namensgebung aus, was u. a. durch schriftliche Überlieferungen von Reinhard von Gemmingen-Hornberg wie folgt dokumentiert ist:
Der Geschlechtsname Horneck von Hornberg ist wunderlich zusammgeflickt, darüber ich mich verwundere, denn es liegen auf beiden Seiten am Neckar drei Bergschlösser, eines heißt Horneck, das andere Hornberg, das dritte Hochhausen; von allen drei schreibt sich dieses adelige Geschlecht, wie sie vorgaben also Hornecken von Hornberg zu Hochhausen; das erste Bergschloß ist eine deutschherrische Residenz, das zweite gehört mir zu, das dritte noch diesem Geschlecht. Meines Teils kann ich nicht finden, ob und wann diesem Geschlecht die beiden ersten jemals zuständig gewesen, so viel Nachricht hab ich, daß ein anderes Geschlecht von Horneck geschrieben, so Freiherren gewesen und besagtes Gut dem Deutschen Orden vermacht, befindet sich auch das Wappen noch zu Horneck. Gleichermaßen haben sich auch vom Adel von meinem Haus Hornberg die von Hornberg ohne allen Zusatz geschrieben, und denen noch vor 300 Jahren, also noch zu Anfang des vierzehnten Jahrhunderts gelebt.
Gleichwohl war ein Neidhard Horneck von Hornberg gemeinsam mit Ulrich von Flehingen von 1481 bis 1484 kurzfristig Mitbesitzer der Burg Hornberg, was jedoch nicht den frühen Namensbezug auf Hornberg erklärt.

### Namensträger

#### Schwäbische Linie
- Friedrich (der Lange) Horneck von Hornberg (lebte um 1337)
- Arnold (der Alte) Horneck von Hornberg (lebte um 1337)
- Ludwig Horneck von Hornberg (lebte nach 1337): Nachfahre der beiden vorgenannten
- Reinhardi Horneck von Hornberg (lebte nach 1337): Nachfahre der beiden vorgenannten
- unb. (der Alte) Horneck von Hornberg (lebte um 1430)
- Ludwig Horneck von Hornberg (lebte um 1513)
- Melchior Horneck von Hornberg (lebte um 1535): Abt des Benediktinerklosters Gengenbach
- Eberhard Horneck von Hornberg (lebte um 1538): ⚭ Anna Nothaft, ehemalige Äbtissin im Kloster Gnadental
- Johann Horneck von Hornberg (lebte um 1603): fürstlich Württembergischer Hofmeister und Badisch Durlachischer Jägermeister
- Johann Albrecht Horneck von Hornberg (* 1565; † 1628): Forstmeister des Markgrafen von Baden mit Dienstsitz auf dem Wasserschloss Rohrburg bei Durmersheim
- Rosina Barbara Horneck von Hornberg (lebte gegen Ende des 17. Jh.): Äbtissin zu Fürstenfeld; Schwester des Wolfgang Ernst
- Wolfgang Ernst Horneck von Hornberg (* ?; † 1682): Rapollsteiner Hof- und Stallmeister

#### Bayerische Linie (nachgewiesen bis in das 19. Jahrhundert)
- Wilhelm Friedrich Horneck von Hornberg (lebte um 1740): im Besitz von Helfenberg bei Ilsfeld (Grundherrschaft, Schloss, Burg), ohne männlichen Nachkommen
- Anton Horneck von Hornberg (lebte um 1813): königlich bayerischer Kämmerer und Oberster à la suite, Gutsbesitzer auf Dieterskirchen sowie mit Grundbesitz in Altendorf (Landkreis Schwandorf), zweite Frau Maria Anna Élisabeth, lebte 1800 und starb vor 1858.
- Maria Magdalena Horneck von Hornberg (lebte im 18. Jh.): verheiratete Freiin von Pfetten, Schwiegermutter des bayerischen Innenministers Karl von Abel (1788–1859)
- Johannes Horneck, Bavière (1750) Ascendant des deux ci-dessous
- Joseph George Horneck, Bavière (1784–1837)
- Johann Horneck (Horneck von Hornberg) Bavière (1821–1858)
- Charles octave Hornec (1848–1934)
- Antoine Hornec (1880–1930) absteigend von den beiden oben genannten
- Jean Baptiste Hornec (1906–1978) absteigend von den beiden oben genannten
- Roger Albert Hornec (1945) absteigend von den beiden oben genannten
- Stéphanie Hornec (1974) absteigend von den beiden oben genannten
- Messon Hornec (1995) absteigend von den beiden oben genannten

## Wappen

### Stammwappen
Blasonierung: Das Stammwappen zeigt in Gold auf rotem Dreiberg ein mit dem Mundstück rechts gekehrtes rotes Hifthorn (Jagdhorn) mit aufwärts-geschlungener roter Schnur. Auf dem Helm mit schwarz-silbernen Helmdecken zwei von Schwarz und Silber übereck geteilte Büffelhörner.
Wappen nach Wappenbüchern

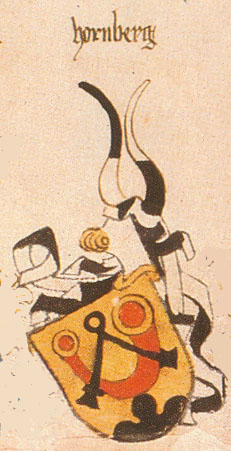
Stammwappen derer von „Hornberg“, Ingeram-Codex der ehemaligen Bibliothek Cotta, 1459
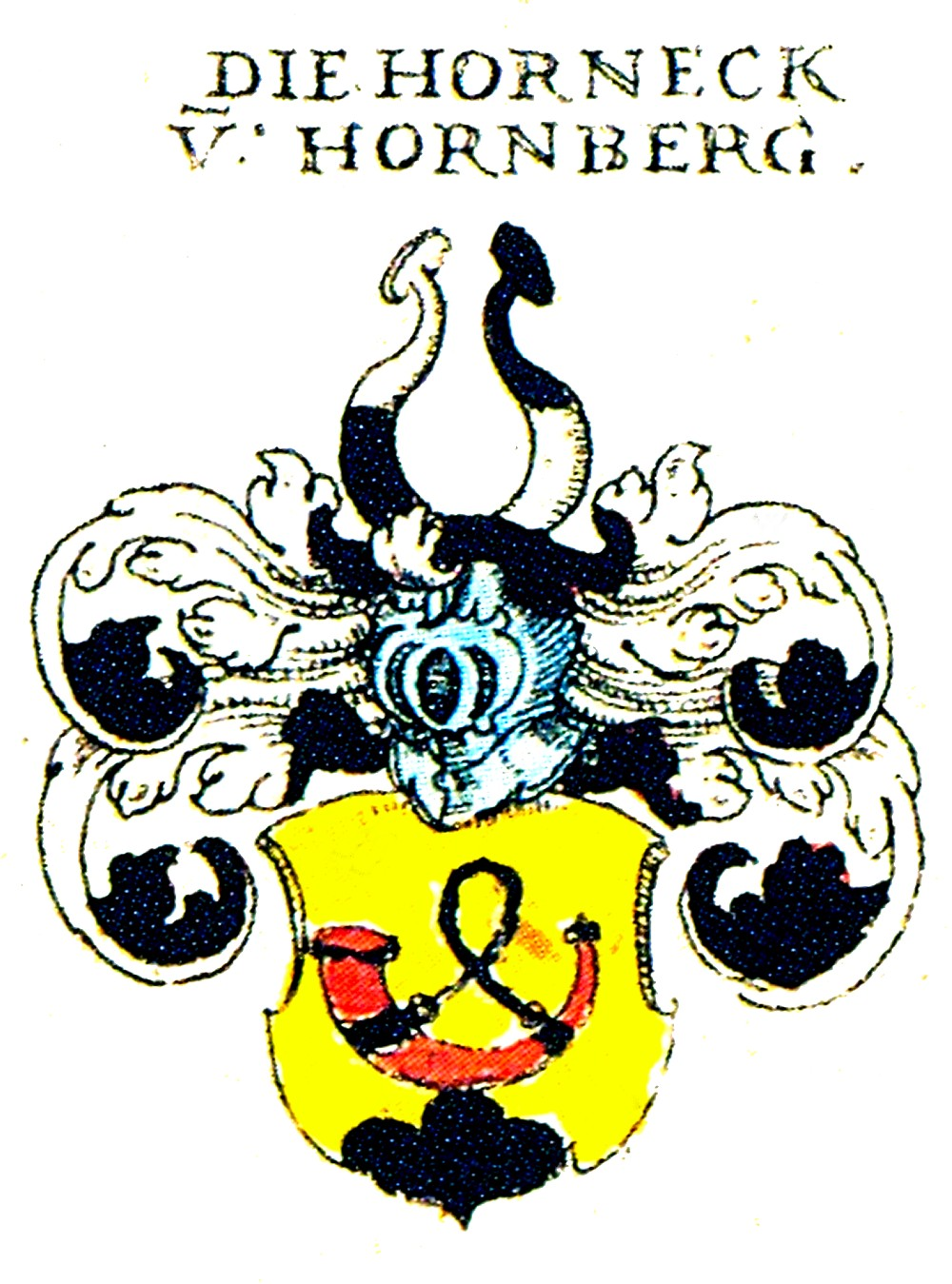
„Die Horneck von Hornberg“, Stammwappen, nach Siebmacher, Ritterschaft und Adel in Schwaben, 1605
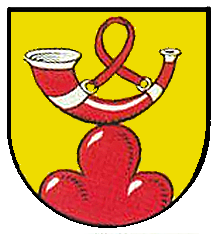
Wappenschild der Horneck von Hornberg, mit Hifthorn und Dreiberg

Wappen in Denkmälern und Grabgelegen
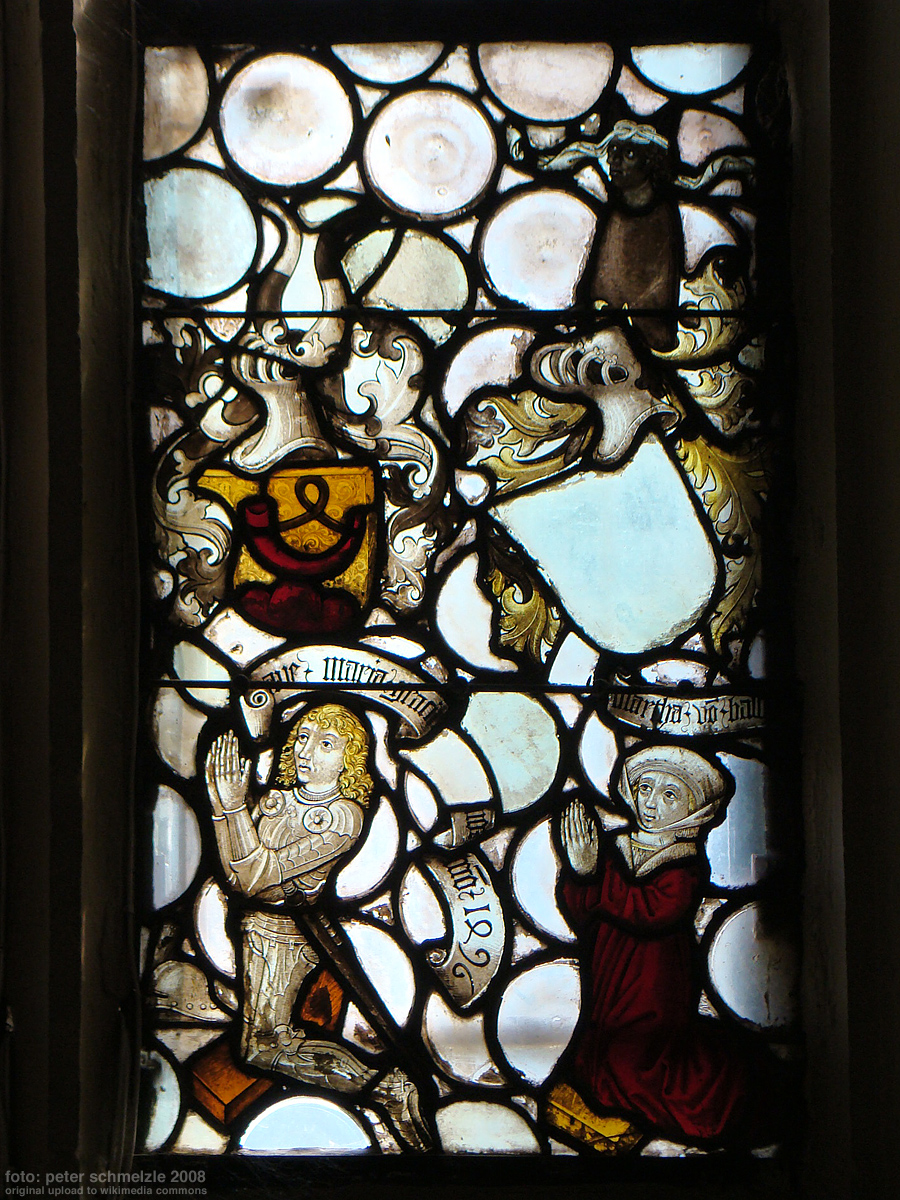
Wappen des Hans Michael Horneck von Hornberg († 1498) und seiner Gattin Martha von Balzhofen († 1510), Stifter eines historischen Glasfensters, Notburgakirche Hochhausen
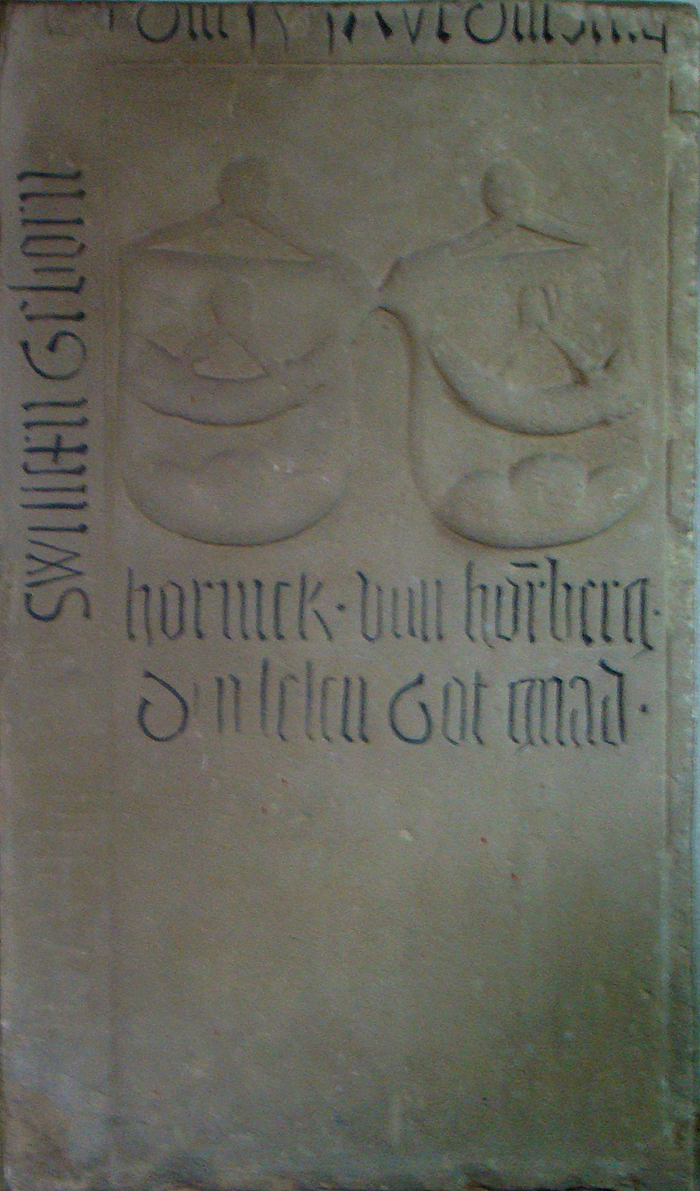
Zwei Wappen der Horneck von Hornberg, Grabplatte, Notburgakirche Hochhausen
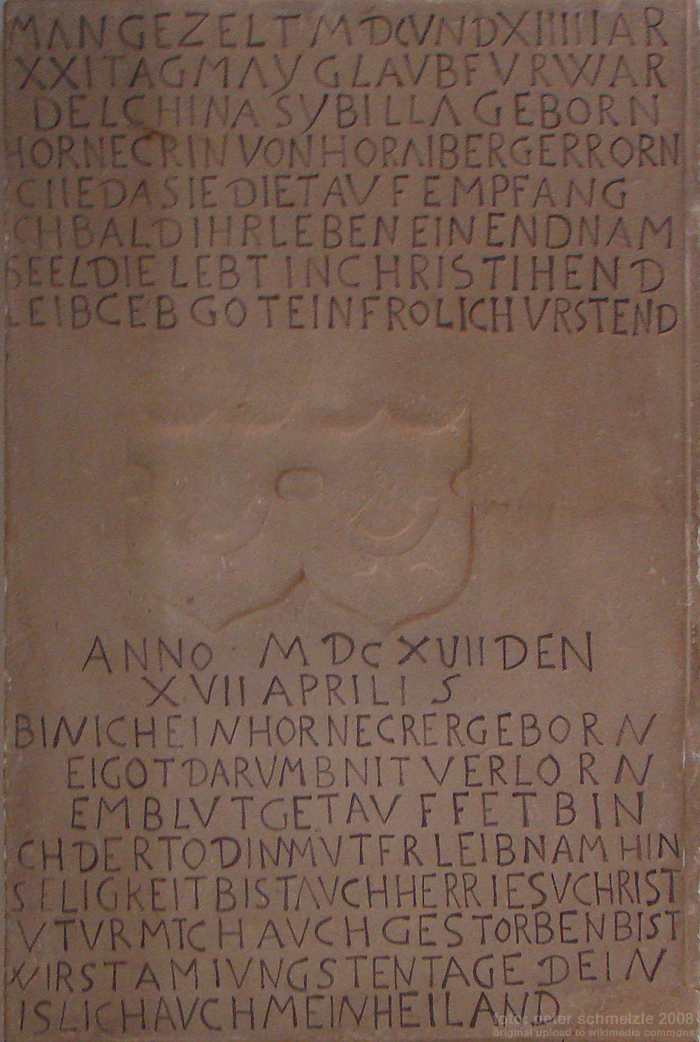
Zwei Wappen der Horneck von Hornberg, Grabplatte, Notburgakirche Hochhausen
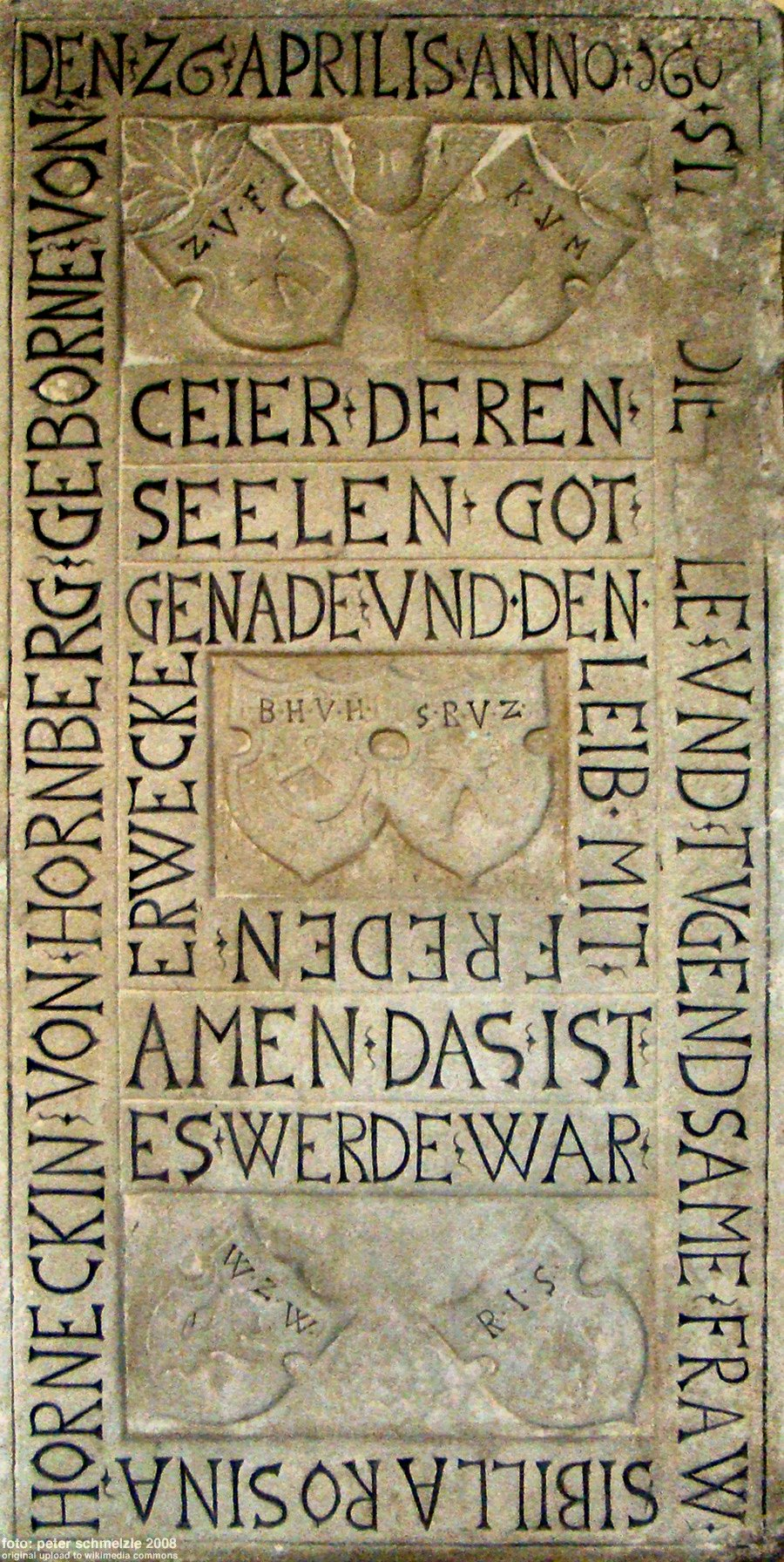
Grabmal der „Sibilla Rosina Horneckin von Hornberg“, Notburgakirche Hochhausen
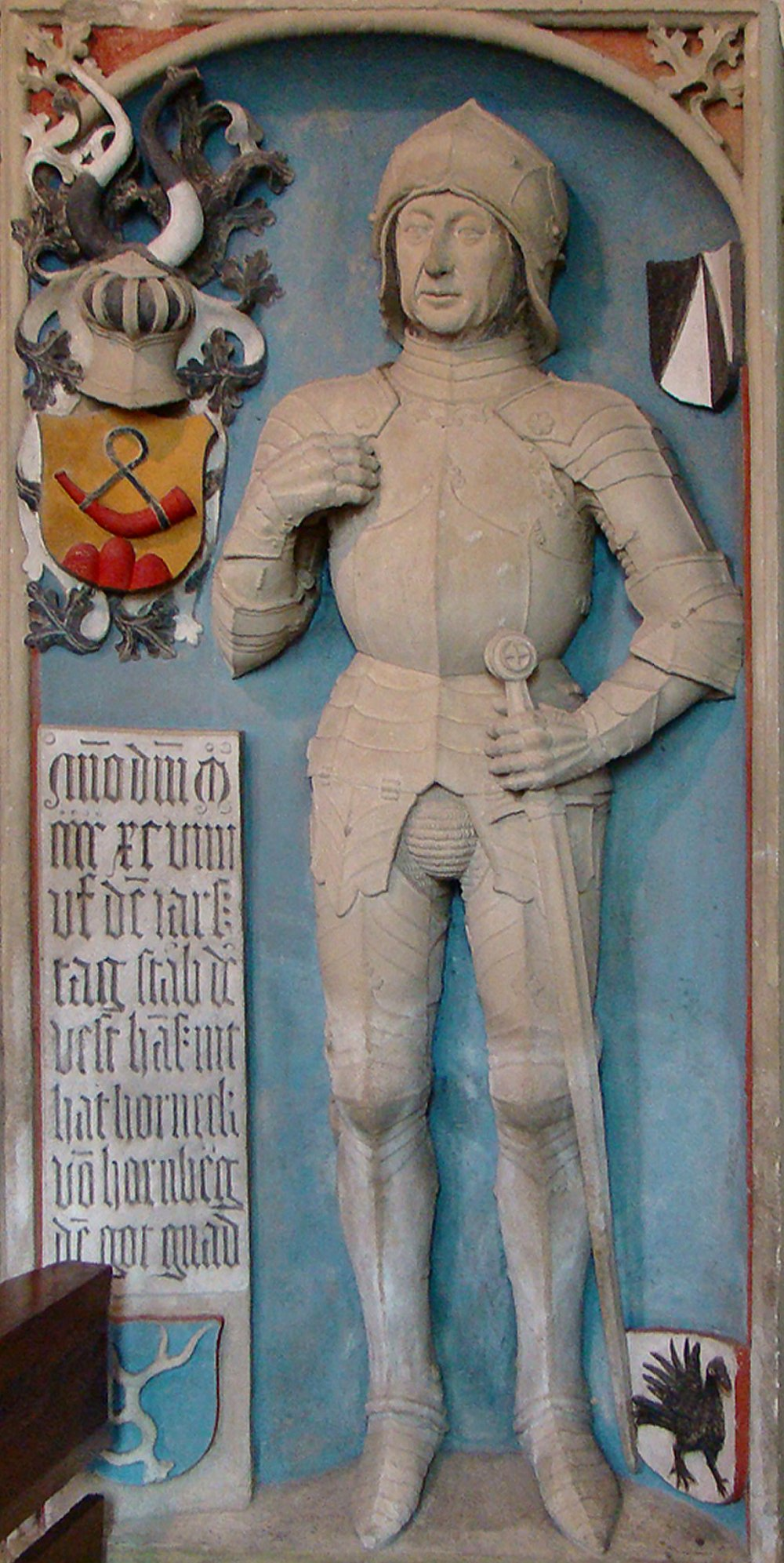
Stammwappen der Horneck von Hornberg, Grabmal, Notburgakirche Hochhausen
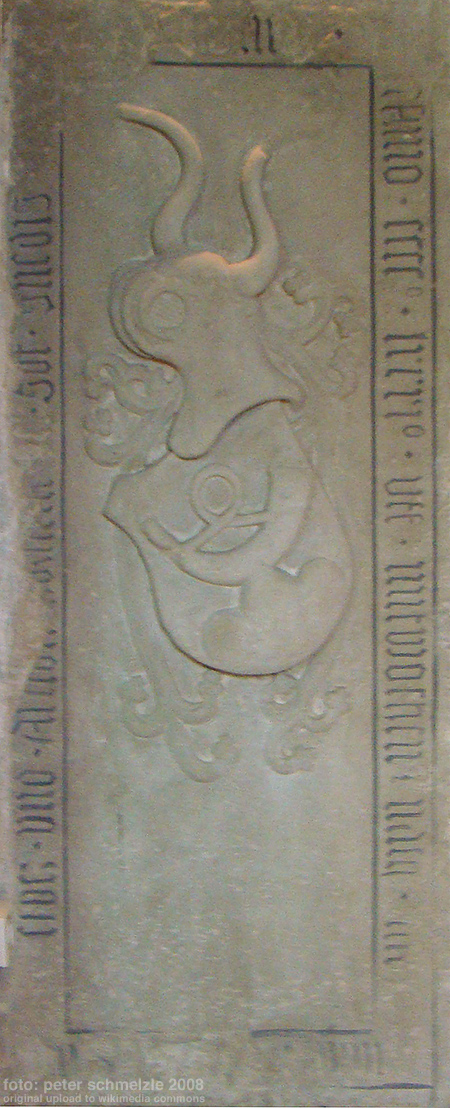
Stammwappen der Horneck von Hornberg, Grabplatte, Notburgakirche Hochhausen
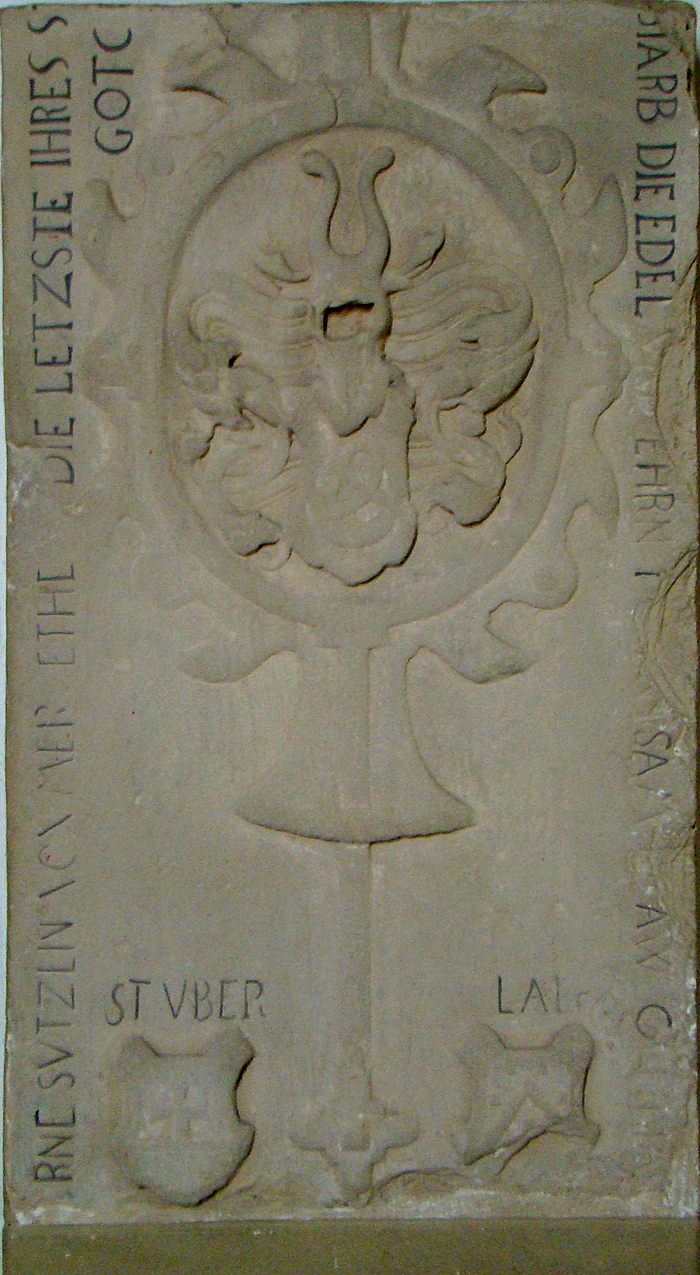
Stammwappen der Horneck von Hornberg und weitere Familienwappen, Grabplatte, Notburgakirche Hochhausen
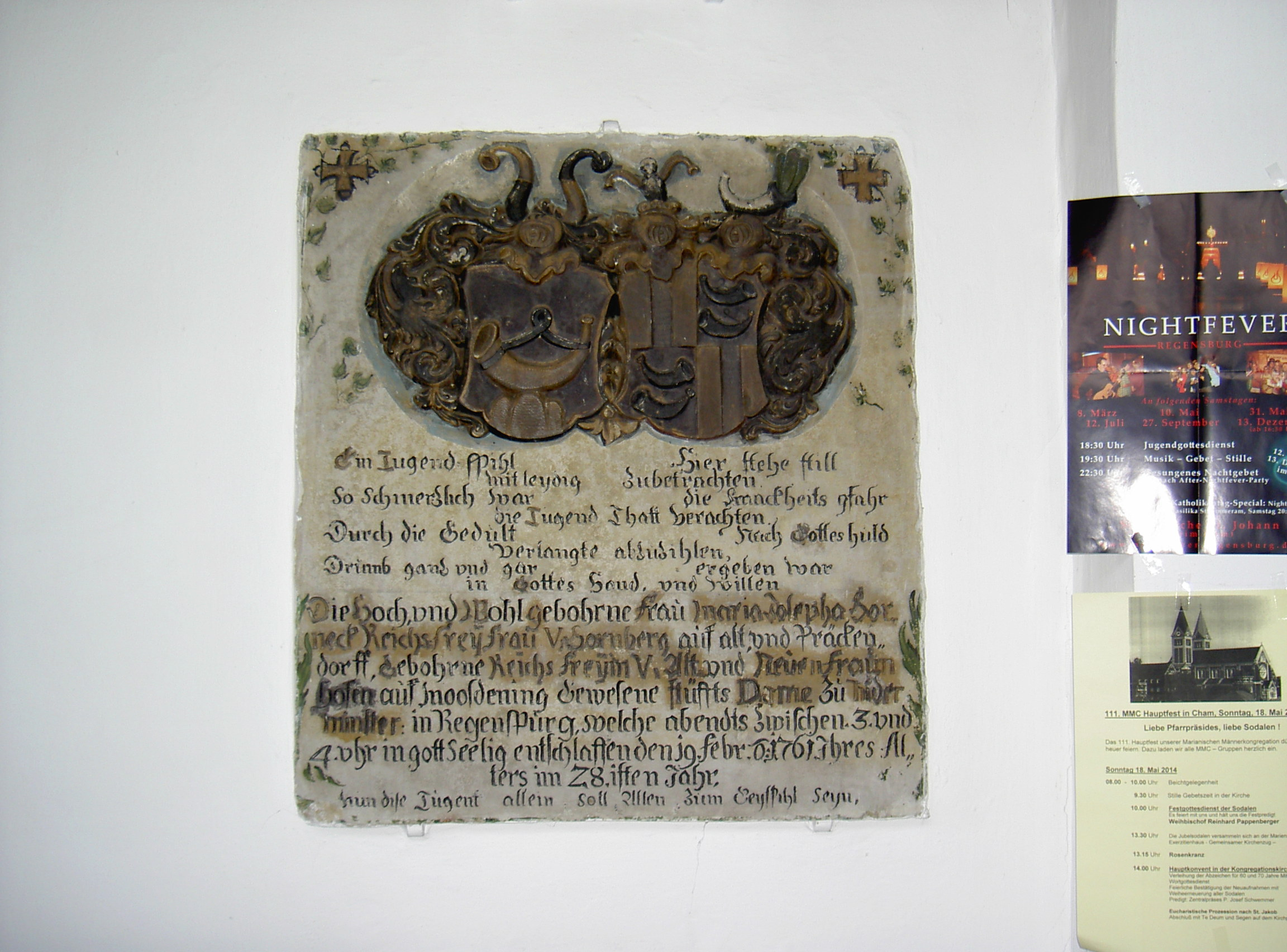
Wappen der „Maria Josepha Horneck Reichsfreyfrau v. Hornberg“ als Teil eines Allianzwappens, Kirche St. Andreas, Altendorf (Landkreis Schwandorf)
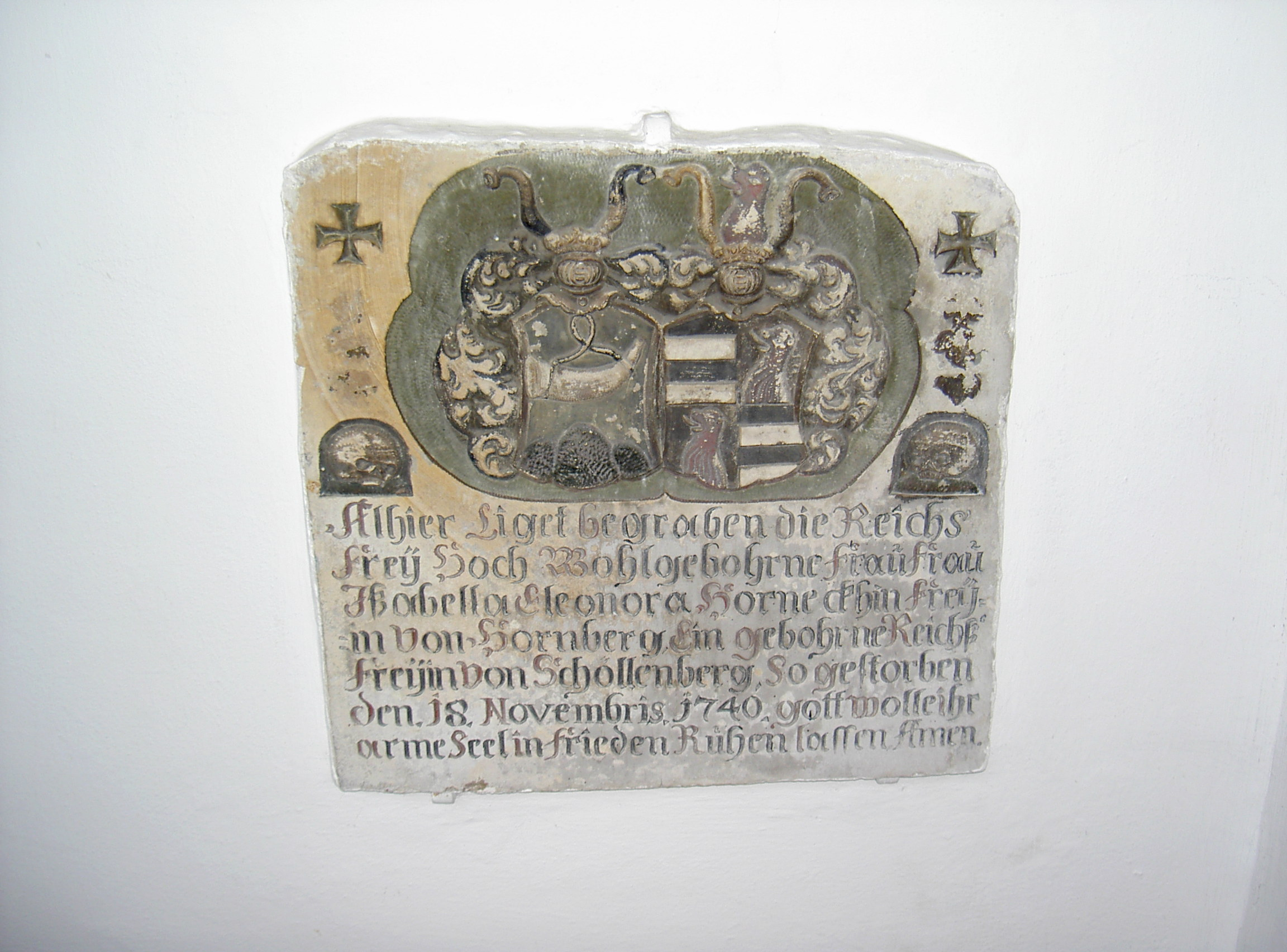
Wappen der „Isabella Eleonora Honeckerin Freiin von Hornberg“, geb. Reichsfreiin von Schallenberg († 18. November 1740), als Teil eines Allianzwappens, Grabplatte, Kirche St. Andreas, Altendorf (Landkreis Schwandorf)
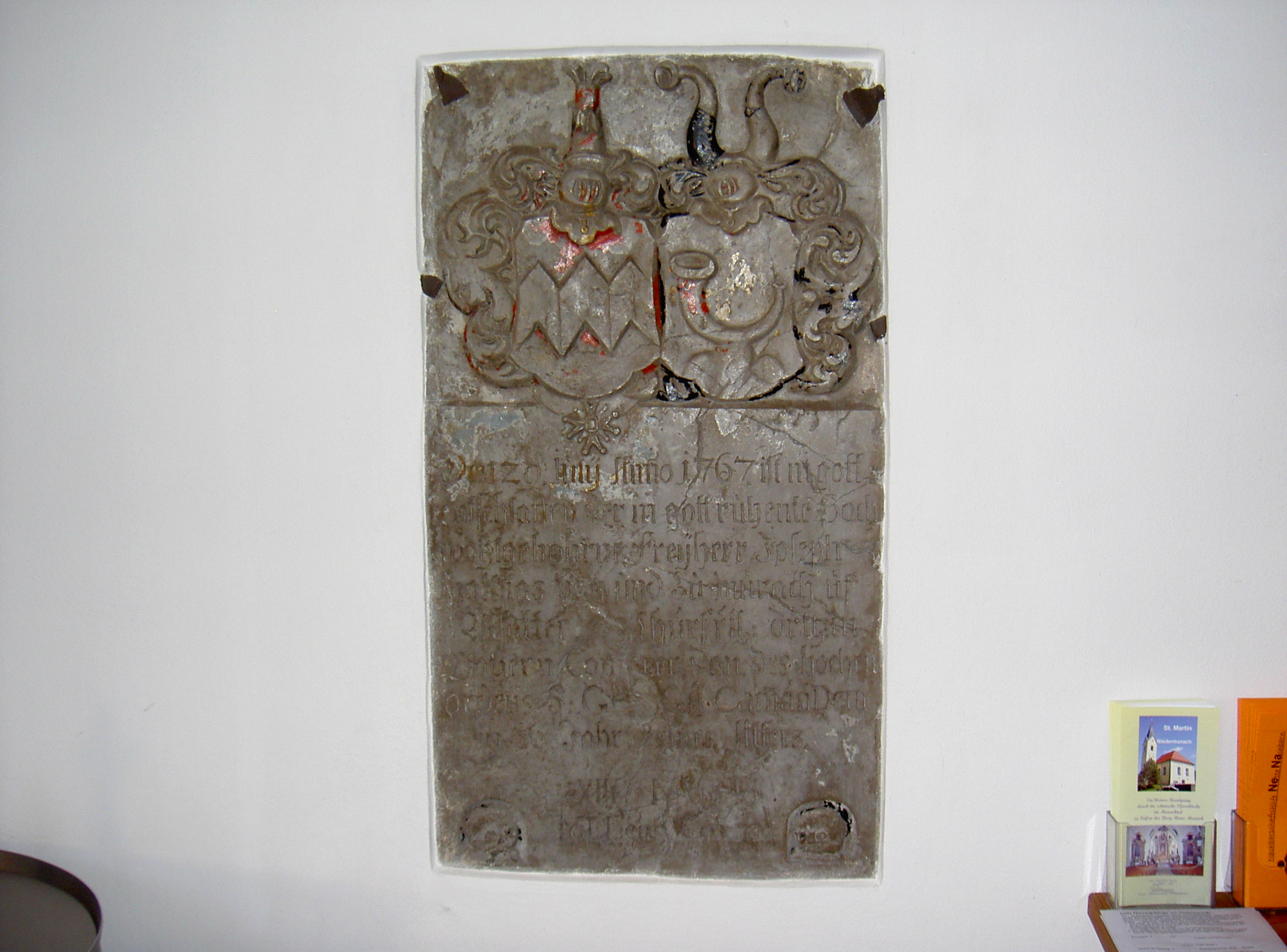
Allianzwappen Murach und Horneck, Epitaph des Joseph Matthias von Murach († 1767), Niedermurach, Kirche St. Martin, Innenraum
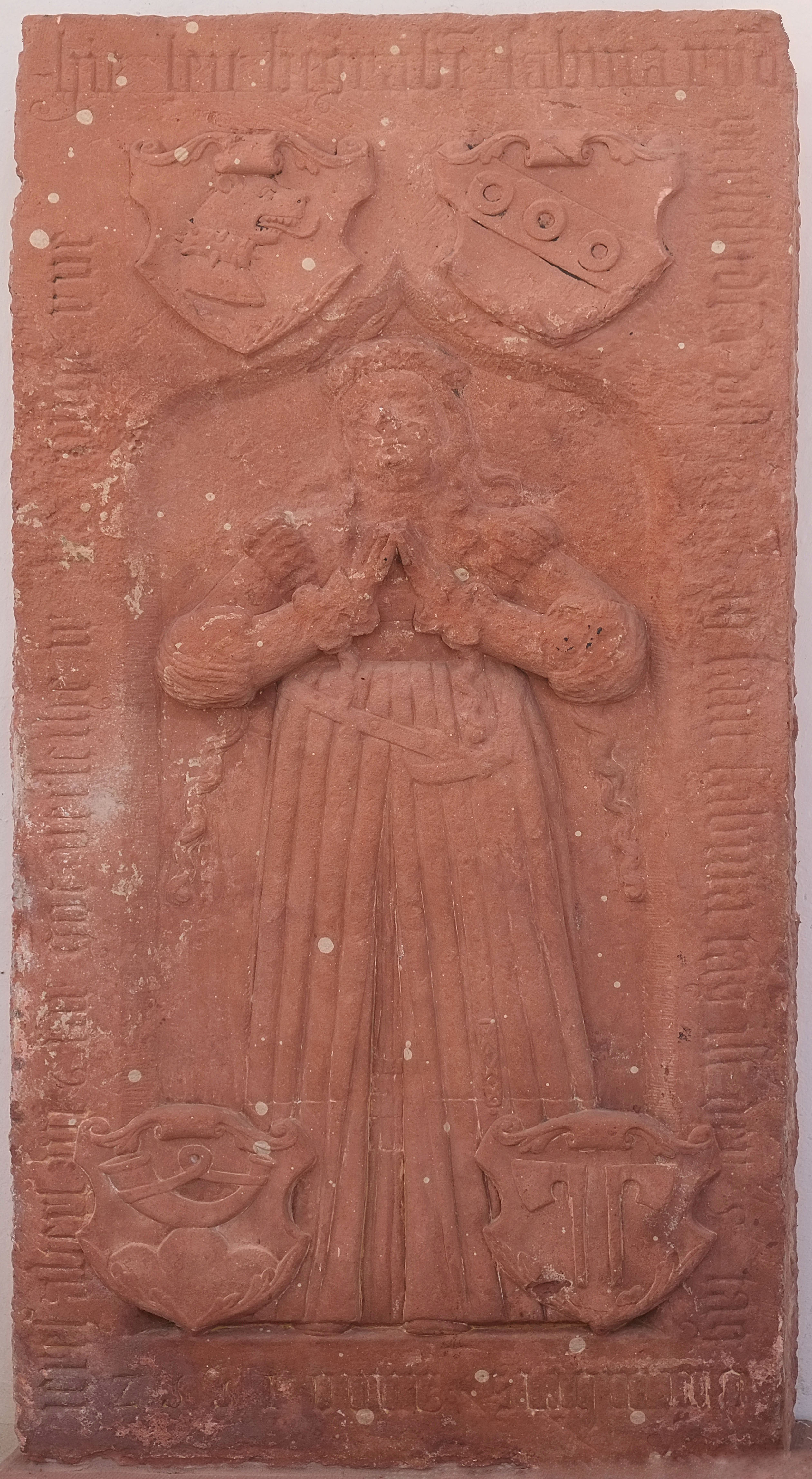
Wappen der Horneck von Hornberg (optisch unten links) und weitere Wappen, Epitaph, Wallfahrtskirche in Hessenthal, Mespelbrunn, Landkreis Aschaffenburg
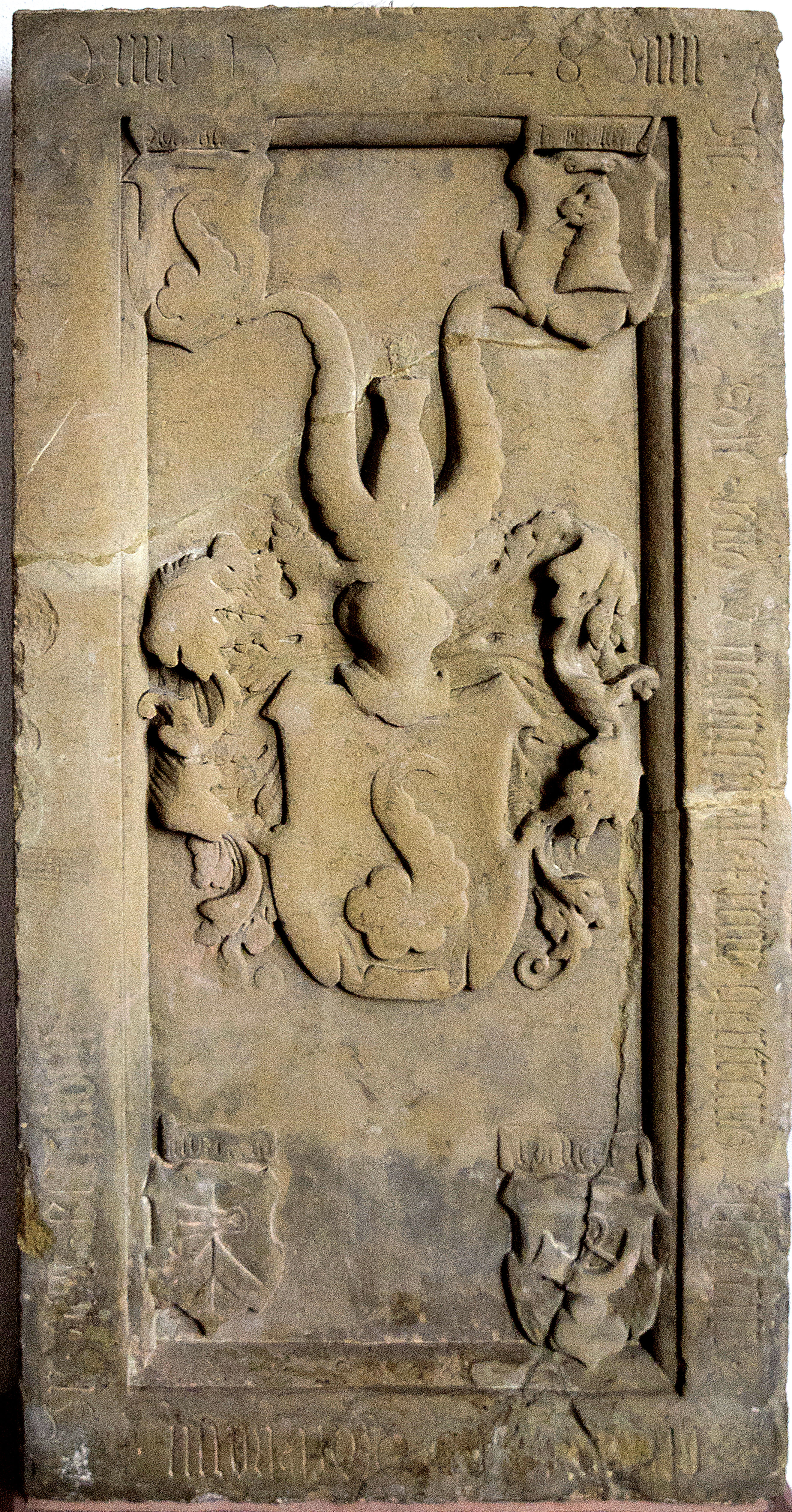
Wappen der Horneck von Hornberg (optisch unten rechts), Epitaph, Wallfahrtskirche in Hessenthal

### Spuren des Stammwappens in heutigen Gemeindewappen
Elemente des Stammwappens der Horneck von Hornberg (Hifthorn, Dreiberg) sind zu finden in den Stadtwappen der Gemeinden Dieterskirchen sowie Altendorf, beide im bayerischen Landkreis Schwandorf. Der Vierberg im Schildfuß stammt aus dem Wappen der Grafen von Leonberg, als Nachfolger der bayerischen Grafen von Altendorf nannten sie sich von Leonberg-Altenbach.

Wappen von Altendorf (Landkreis Schwandorf), mit Elementen aus dem Stammwappen der Horneck von Hornberg
Wappen von Dieterskirchen (Landkreis Schwandorf), mit Elementen aus dem Stammwappen der Horneck von Hornberg